# Áreas protegidas da Austrália

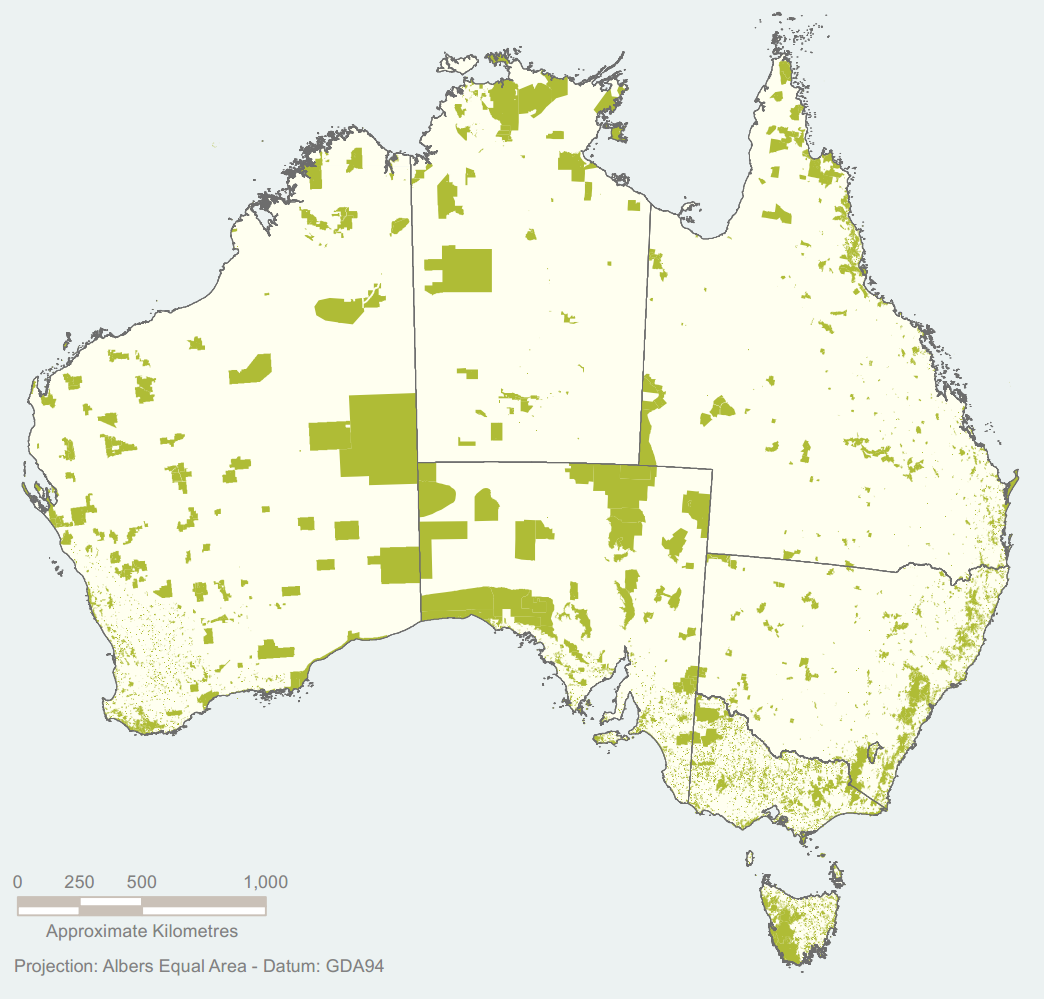
Áreas protegidas pertencentes ao National Reserve System.

As  áreas protegidas da Austrália incluem áreas protegidas administradas pelo governo australiano em seu território continental e de além-mar, incluindo áreas em cada um dos seis estados da Austrália e em dois territórios auto-governados (Território da Capital Australiana e Território do Norte), que são administradas por oito governos.
As áreas protegidas australianas cobrem 895.288 km² da superfície terrestre do país, ou cerca de 11.5%. O Território da Capital Australiana tem o maior percentual de áreas protegidas, cerca de 55% de seu território, seguido da Tasmânia com cerca de 40%. O menor percentual de proteção é o do Território do Norte, cerca de 6% de sua superfície. 

## Áreas protegidas pelo governo nacional

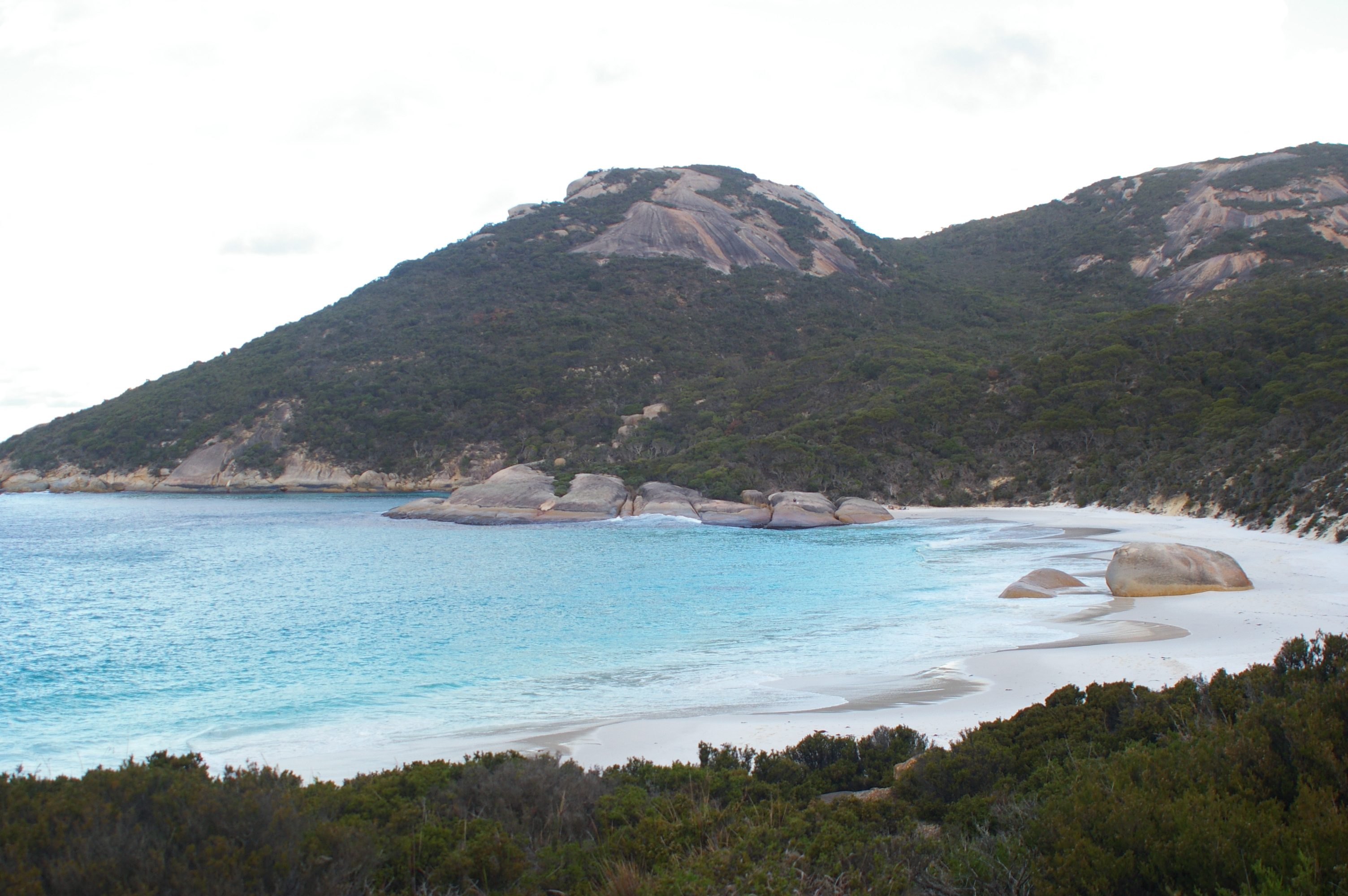
Little Beach, na Reserva Natural Two Peoples, em Albany.

A lista abaixo mostra as categorias de áreas protegidas continentais e de além-mar australianas, e que são administradas pelo governo australiano. Elas correspondem a uma pequena parte de todas as áreas protegidas existentes no país. Cada estado australiano é responsável por administrar as áreas protegidas sob sua jurisdição, com algumas exceções. A grande maioria das áreas protegidas australianas são administradas por governos estaduais ou territoriais.
- Parques nacionais (National Parks)

Em 2016 a Austrália possui sete parques nacionais, que são administrados pelo governo nacional e em alguns casos em parceria com proprietários de terras indígenas. Os parques nacionais são: 
- Booderee
- Christmas Island
- Kakadu
- Norfolk Island
- Pulu Keeling National Park
- Uluru-Kata Tjuta

O primeiro parque nacional australiano - e o segundo no mundo - é o Royal National Park em Nova Gales do Sul, criado em 1879.
- Jardins Botânicos
- Áreas Protegidas Especiais (Specially Protected Areas): parte das Áreas do Tratado da Antártida
- Sítios de Especial Interesse científico (Special Scientific Interest Sites): parte das Áreas do Tratado da Antártida
- Reservas Marinhas (Marine reserves): O governo australiana administra uma rede de áreas protegidas marinhas conhecidas como Reservas Marinhas da Commonwealth (Commonwealth marine reserves, CMR), criadas com base na Environment Protection and Biodiversity Conservation Act 1999 (EPBC Act).[5][6]
- Rede Sudoeste de Reservas Marinhas da Commonwealth (South-West Network of Commonwealth Marine Reserves)
- Rede Noroeste de Reservas Marinhas da Commonwealth (North-West Network of Commonwealth Marine Reserves)
- Rede Norte de Reservas Marinhas da Commonwealth (North Network of Commonwealth Marine Reserves)
- Reserva Marinha da Commonwealth Coral Sea (Coral Sea Commonwealth Marine Reserve): A Reserva Marinha da Commonwealth Coral Sea cobre parte do Mar de Coral, imediatamente a leste da Grande Barreira de Coral.[7]
- Rede Leste Temperado de Reservas Marinhas da Commonwealth (Temperate East Network of Commonwealth Marine Reserves)
- Rede Sudeste de Reservas Marinhas da Commonwealth (South East Network of Commonwealth Marine Reserves)
- Reserva Marinha das Ilhas Heard e McDonald (The Heard Island and McDonald Islands Marine Reserve): A Reserva Marinha das Ilhas Heard e McDonald cobre as áreas ao redor da Ilha Heard e Ilhas McDonald.[8]
- Estações (Stations) Calperum e Taylorville: As Estações Calperum e Taylorville são concessões pastorais próximas umas das outras e localizadas na Austrália Meridional, e que foram adquiridas, com fundos públicos e privados, para que sejam conservadas. A Estação Calperum foi comprada pela Chicago Zoological Society em 1993, e a Estação Taylorville foi comprada pelo Australian Landscape Trust em 2000, e a propriedade de ambas foram transferidas para a Parques da Austrália.Ambas são administradas pela Australian Landscape Trust.[9][10]
- Naufrágios Históricos com perímetros protegidos (Historic Shipwrecks with protected zones): Alguns Naufrágios Históricos são cobertos por áreas protegidas de entrada proibida, criadas com base no Historic Shipwrecks Act 1976 para que sejam protegidas e geridas.[11]

## Áreas protegidas fundamentadas nas políticas do governo australiano e em obrigações internacionais
- Áreas do patrimônio mundial
- Sítios Ramsar: Como parte contratante da Convenção sobre as Zonas Húmidas de Importância Internacional, a Australia foi encorajada a "nomear sítios contento áreas húmidas representativas, raras ou únicas, ou que são importantes para a conservação da biodiversidade, para a Lista da Convenção.[12]  Em 2014, o país possui 65 sítios Ramsar.[13]
- Reservas da Biosfera
- Áreas protegidas indígenas: Uma Área protegida indígena (indigenous protected area, IPA) corresponde a uma categoria formada em o acordo com Aborígenes australianos e formalmente reconhecidas pelo governo australiano como parte do Sistema Nacional de Reservas. Em 2013, existem 60 IPA cobrindo 48.000.000 ha.[14][15]

## Áreas protegidas dos estados e territórios australianos

### Território da Capital Australiana
- Botanic gardens
- National parks
- Nature Reserves
- Wilderness zone

### Nova Gales do Sul
- Nature Reserves
- State Conservation Areas
- Regional Parks
- Historic Sites
- State Parks
- Karst Conservation Reserves
- Marine Parks
- Aquatic reserves

### Território do Norte
- Coastal Reserves
- Conservation Covenants
- Conservation Reserves
- Historical Reserves
- Hunting Reserves
- Management Agreement Areas
- Marine Parks
- Marine Reserves
- Nature Parks
- Protected Areas

### Queensland
- Conservation Parks
- Feature Protection Areas
- National Parks
- Resources Reserves
- Scientific Areas

### Austrália Meridional
- Conservation Reserves
- Native Forest Reserves
- Wilderness Protection Areas
- Protected zones for Historic Shipwreck sites
- River Murray protection area
- Aquatic reserves
- Adelaide Dolphin Sanctuary
- Marine parks
- Arkaroola Protection Area
- Native vegetation heritage agreements

### Tasmânia
- Conservation áreas
- Game reserves
- Historic sites
- Nature recreation áreas
- Nature reserves
- Regional reserves
- State recreation áreas
- Marine nature reserves
- Marine conservation áreas
- Public Reserves
- Forest reserves

### Victoria
- Coastal and marine parks
- Historic and heritage áreas and parks
- State parks
- Metropolitan parks
- Reference áreas inside other protected áreas
- Reference áreas outside other protected áreas
- Wilderness parks
- Wilderness zones inside other protected áreas
- Nature conservation reserves
- Natural feature reserves

### Australia ocidental
- Conservation Parks
- Marine Nature Reserves
- Marine Parks
- Miscellaneous Reserves
- Nature Reserves
- Section 5(g) Reserves